# Léon III l'Isaurien
Vous lisez un « article de qualité » labellisé en 2024.
Pour les articles homonymes, voir Léon III.
Léon III l'Isaurien (en grec Λέων Γʹ ὁ Ίσαυρος), né vers 680 à Germanicia (aujourd'hui Kahramanmaraş, dans le sud-est de la Turquie) et mort le 18 juin 741, est un empereur byzantin de 717 à 741. Il fonde la dynastie isaurienne. D'ascendance syrienne, il est issu d'une famille modeste mais parvient aux plus hauts sommets de la hiérarchie militaire jusqu'à devenir un général de premier plan, intervenant possiblement dans le Caucase et surtout nommé à la tête du thème stratégique des Anatoliques, à une époque profondément tourmentée de l'Empire byzantin. Profitant de l'anarchie qui règne à la tête de celui-ci, il mène une rébellion victorieuse contre l'empereur Théodose III en 716-717, alors même qu'une expédition musulmane se dirige vers Constantinople.
Le premier acte de son règne est décisif. Il doit soutenir le siège de sa capitale, par terre et par mer. Grâce à l'usage du feu grégeois et à la résistance des murailles de Constantinople, il contraint les Arabes à se replier, mettant un coup d'arrêt à leur expansionnisme dans cette région. Néanmoins, il doit composer avec la mise en place progressive d'une guerre de raids dans laquelle les Arabes lancent constamment, presque sur une base annuelle, des expéditions destructrices dans l'Anatolie, à défaut de pouvoir la conquérir. Contribuant à réorganiser l'architecture administrative et militaire d'un Empire en crise, Léon III parvient épisodiquement à quelques succès, qui culminent par la victoire à la bataille d'Akroinon en 740. En matière de politique étrangère, il réussit également à préserver la paix avec le khanat bulgare qui domine les Balkans mais peine à maintenir la présence byzantine en Italie. L'exarchat de Ravenne, soumis à la pression des Lombards et à la défiance croissante de la papauté, sombre peu à peu dans l'anarchie.
En matière de politique intérieure, Léon III se lance dans une entreprise de restauration de la puissance impériale, qui passe par des réformes administratives et surtout législatives, avec l'adoption d'un nouveau code de loi, l’Ecloga, qui fait évoluer en profondeur le droit byzantin. Il frappe également une nouvelle pièce de monnaie, le miliarésion et renforce la fiscalité impériale dans un contexte de difficultés économiques. Cependant, Léon III est surtout connu comme le fondateur de l'iconoclasme byzantin, un mouvement d'opposition aux icônes, de plus en plus vénérées dans l'Empire. Cette doctrine et sa promulgation impériale ont fait l'objet d'un grand nombre de commentaires et d'études et ont profondément influencé la perception de cet empereur, car seuls les récits de ses opposants ont subsisté. Si sa politique iconoclaste a parfois été décrite comme violente et oppressive, avec l'abdication du patriarche Germain Ier de Constantinople en 730 et la parution supposée d'un édit impérial sur le sujet à la même époque, les historiens les plus récents ont largement revu le contexte de naissance et l'ampleur de l'iconoclasme de Léon III. Sa position en la matière semble désormais plutôt s'intégrer dans son souhait plus global de régénération impériale, au travers d'un retour aux origines et de modération des pratiques religieuses, sans pour autant avoir été à la source de mesures d'oppression particulières ou de crispations internes fortes.
Quand il meurt en 741, son fils Constantin V s'impose sur le trône non sans mal, dans le cadre d'une succession préparée de longue date par Léon III, qui contribue au renforcement du principe dynastique dans l'Empire. Dans l'ensemble, son succès initial contre les Arabes et sa consolidation d'un Empire mal en point après un siècle de revers sur tous les fronts font généralement l'objet d'une appréciation positive par les historiens modernes.

## Sources

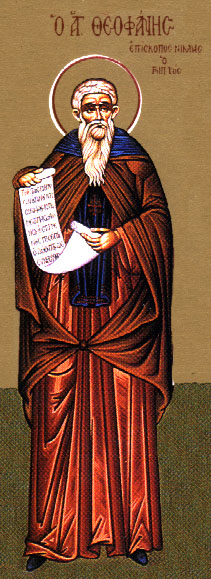
Icône représentant Théophane le Confesseur, principale source contemporaine du règne de Léon III, qu'il critique en raison de son iconoclasme.

### Perspectives byzantines
Les sources qui permettent d'approcher le règne de Léon III en particulier et l'iconoclasme en général présentent un biais fondamental qui complique leur usage, d'autant que la production écrite connaît un déclin dans cette période de troubles,. Ces sources sont toutes issues d'auteurs iconophiles, donc opposants à la politique religieuse de Léon III. Écrivant souvent après la mort de ce dernier, à des époques qui ont pu condamner l'iconoclasme, ils sont souvent à charge et tendent à déformer voire à inventer certains détails historiques, même s'ils sont souvent moins sévères à l'égard de Léon III. De leur côté, les écrits iconoclastes ont disparu. Les sources narratives principales sont les chroniques de Théophane le Confesseur et du patriarche Nicéphore Ier de Constantinople. Tous deux écrivent à l'orée du IXe siècle et sont de farouches contempteurs de l'iconoclasme, qui vient d'être condamné par le deuxième concile de Nicée. Théophane est celui qui a laissé le récit le plus dense du règne de Léon, souvent avec des exagérations ou des approximations, s'appuyant lui-même sur la chronologie de Georges le Syncelle. Ainsi, il date l'iconoclasme de Léon III d'avant l'éruption volcanique de 726, qui serait la conséquence de cette orientation religieuse, comme expression de la colère divine. Critique de Léon III, il le dit sous influence musulmane et décrit les iconoclastes comme ignorants. Nicéphore Ier est plus bref et il n'entre pas dans les détails des événements, ce qui rend difficile d'en tirer des faits précis. La Chronique universelle de Georges le Moine est plus tardive et écrite sous le second iconoclasme. Reprenant largement les éléments figurant chez Théophane le Confesseur, il est encore plus critique des iconoclastes, ce qui n'aide pas à obtenir un point de vue différent sur Léon III. Les écrits byzantins proprement religieux nécessitent encore plus de distance, souvent fortement influencés par une tonalité anti-iconoclaste. C'est le cas de la Vie d'Étienne le Jeune écrite au début du IXe siècle, dirigée surtout contre Constantin V mais qui est l'une des premières sources à accuser Léon III d'avoir détruit l'icône de la Chalkè. De même, une tradition ultérieure raconte l'histoire fictive de dix martyrs des icônes, tués par des soldats impériaux en 726. Dans l'ensemble, les historiens modernes se sont efforcés d'interpréter prudemment ces sources iconophiles, pour mettre en exergue leurs insuffisances voire leurs inventions, à l'image justement du travail de Marie-France Auzépy pour démontrer l'invention de la destruction de cette icône. Enfin, à l'intérieur de l'Empire, le code de loi édicté par Léon III, l'Écloga peut être mobilisé pour comprendre les évolutions juridiques et sociales du monde byzantin.

### Perspectives orientales
Les récits extérieurs à l'Empire sont ceux qui offrent une perspective différente sur la période du premier iconoclasme. Les sources orientales ont notamment été analysées en profondeur par Stephen Gero, pour enrichir la connaissance du monde byzantin et tempérer les exagérations des chroniqueurs iconodoules. De façon significative, elles ne mentionnent pas ou très peu l'iconoclasme des souverains byzantins. C'est le cas de la Chronique de Zuknin, composée dans les années 770 en Mésopotamie et qui est très favorable à Léon III et à son fils Constantin V. L'usage de ces sources peut être rendu difficile par leur incomplétude. Certaines ont même disparu et ne subsistent que par leur influence sur des travaux ultérieurs. C'est le cas de l'histoire ecclésiastique de Théophile d'Édesse, à la source notamment des écrits plus tardifs de Michel le Syrien, d'Agapios de Manbij et de la chronique de 1234. Ces textes, écrits en syriaque ou en arabe, sont tous favorables à Léon III. Les écrits arméniens peuvent aussi être convoqués, en particulier l’Histoire de Ghévond, un contemporain du premier iconoclasme. Mentionnant notamment les lettres de Léon III au calife Umar II, Ghévond se distingue par le ton parfois laudateur qu'il emploie à l'endroit de Léon III. Stephen Gero va jusqu'à postuler qu'il aurait repris des textes iconoclastes et favorables à Léon aujourd'hui perdus, ce qui expliquerait la différence d'approche par rapport aux auteurs byzantins. Là où certains d'entre eux voient en Léon III un précurseur de l'Antéchrist, ces sources orientales en font le sauveur de la Constantinople chrétienne, capable de détruire la flotte musulmane en touchant la mer avec la croix.

### Perspectives latines
Enfin, deux textes latins permettent aussi d'appréhender le règne de Léon III. Le Liber Pontificalis, récit de l'histoire de la papauté, apporte des compléments intéressants, qui éclairent sur la politique italienne d'alors. Il est très utilisé par les byzantinistes, même si ses auteurs autant que son contexte d'écriture demeurent difficiles à approcher. Anastase le Bibliothécaire, qui écrit une Chronographie inspirée notamment par des auteurs byzantins comme Théophane le Confesseur, constitue également une source utile à l'histoire byzantine.

### Au-delà des chroniques
Des correspondances, qu'elles soient diplomatiques ou religieuses, sont souvent incluses dans les sources sur l'iconoclasme. Parmi elles, les lettres entre Léon III et le calife ʿUmar II sont peut-être les plus emblématiques. Elles auraient été envoyées après le siège de Constantinople et concernent notamment la question des images, à l'heure où leur prohibition commence à s'étendre parmi les Musulmans. Tant le calife que l'empereur rivalisent d'arguments contre la religion de l'autre. Plusieurs auteurs, qu'ils soient byzantins, syriaques ou arméniens, mentionnent ces lettres mais avec chaque fois des différences, notamment dans leur contenu, ce qui complique l'analyse de leur historicité,. Les historiens se disputent encore l'origine de ces lettres, dont des versions ont par exemple été redécouvertes dans les fonds du monastère Sainte-Catherine du Sinaï. Elles apparaissent dans tous les cas comme le reflet de disputes théologiques entre Chrétiens et Musulmans, qui semblent se servir des deux dirigeants pour asseoir leur importance. Ainsi, dans un article dédié à ce sujet, Cecilia Palombo émet l'hypothèse que ces lettres auraient été rédigées en arabe par un Chrétien anonyme au milieu du VIIIe siècle. Les lettres papales, qu'elles soient issues du pape ou adressées à lui, doivent aussi être utilisées avec prudence, à l'image de la supposée lettre de Grégoire III à Antoine, patriarche de Grado, datée de 731 et dans laquelle il évoque l'iconoclasme de Léon III. Pareillement, des échanges épistolaires sont rapportées entre Léon III et Grégoire II, autant qu'avec Grégoire III mais leur contenu n'est connu qu'indirectement, peut-être avec des modifications. Enfin, trois lettres du patriarche Germain éclairent aussi sur le contexte religieux de l'époque.
En-dehors des sources écrites, la numismatique est assez riche à propos du règne de Léon III, compensant la faiblesse des ressources archéologiques.

### Perspectives modernes
Le principal défi auxquels les historiens modernes se heurtent demeure la partialité des sources à leur disposition et à l'importance parfois exagérée accordée à l'iconoclasme. Des byzantinistes classiques comme Georg Ostrogorsky sont souvent partagés entre les crédits apportés aux réussites stabilisatrices de Léon III, décrit comme « un chef capable d'établir une autorité solide et durable », mais également animé d'un « sentiment fanatique » contre les images. Cette ambivalence se retrouve déjà chez Edward Gibbon au XVIIIe siècle, qui reprend l'idée d'un souverain inculte aux origines modestes, qui « se dispensa des devoirs de la bienveillance et de la justice ; mais on peut croire qu’il possédait les vertus utiles, telles que la prudence et la force, qu’il connaissait les hommes et l’art important de gagner leur confiance et de diriger leurs passions ». Louis Bréhier met en garde contre la difficile interprétation des sources et souligne la tendance des historiens à faire de Léon III une sorte de despote éclairé, le comparant à Joseph II. Récemment, les historiens ont souvent tempéré les élans iconoclastes de Léon III et la vigueur de sa doctrine religieuse, parfois intégrée dans un programme plus vaste de renforcement de l'autorité de l'Empire. Michel Kaplan écrit ainsi que Léon III est « un homme d'État déterminé », à qui « il importe de renforcer l'autorité impériale » au sortir d'une grave crise. Dans ce cadre, le rythme de son iconoclasme suit celui de ses réformes politiques. Dans leurs deux sommes sur l'iconoclasme, Leslie Brubaker et John Haldon revisitent grandement la période et vont jusqu'à contester l'idée d'un édit officialisant l'iconoclasme en 731 par exemple. Plus largement, ils s'interrogent sur la notoriété de Léon III comme inspirateur de l'iconoclasme et s'intègrent dans une suite d'études qui ont revu certains épisodes historiques attribués à Léon III, à l'image de la destruction de l'icône de la Chalkè revisitée par Marie-France Auzépy,. De manière générale, les récentes études portant sur le règne de Léon III et l'iconoclasme ne font plus de cette doctrine un élément central. C'est par exemple le cas du chapitre de la Cambridge History of Byzantium consacré à la période 700-813, intitulée State of Emergency (« état d'urgence ») pour mettre l'accent sur le défi vital auquel fait face l'Empire plus que sur les débats religieux. Dans son ouvrage sur l'iconoclasme, Mike Humphreys souligne que les preuves d'un iconoclasme radical de Léon III sont maigres. Par-delà cette nouvelle donne religieuse, les historiens essaient surtout de mettre en évidence les continuités et ruptures que traversent l'Empire à cette époque, en particulier sous le règne de Léon III.

## Origine
Bien des éléments de la biographie de Léon III, avant son accession au trône, relèvent du mystère. En effet, la légende se confond souvent avec les faits dans une réécriture de l'histoire par les chroniqueurs byzantins. Son nom véritable demeure une source de débat puisque les sources affirment parfois qu'il s'appelle en réalité Conon. Des historiens comme Stephen Gero ou Ilse Rochow estiment que c'est en réalité son fils, le futur Constantin V, qui aurait porté ce patronyme,,. Issu d'un milieu modeste, son père, Constantin, pratiquait l'élevage ovin. Sa région d'origine n'est pas connue avec certitude. Il serait né à Germanicia, dans la zone frontalière entre l'Empire byzantin et le califat musulman, appartenant à proprement parler non pas à l'Isaurie, mais à la Commagène. L'épithète d'Isaurien affectée à Léon III vient d'une erreur de Théophane le Confesseur, qui écrit par ailleurs qu'il est bien issu de Germanicée. De même, Anastase le Bibliothécaire, chroniqueur papal, confirme une origine syrienne. Sa famille aurait été transplantée en Thrace, près de Mésembrie, par Justinien II (donc après 685), dans le cadre d'un repeuplement de cette région ravagée par les incursions bulgares et slaves,. On lui connaît un neveu, Sisinnios. Théophane le Confesseur affirme qu'il connaît l'arabe, en raison de ses origines et il aurait été issu d'une famille de confession monophysite mais ces assertions visent peut-être à accréditer l'idée d'un iconoclasme influencé par des facteurs exogènes à l'Empire byzantin ou issus de ses marges orientales, propices selon certains auteurs chrétiens à des formes diverses d'hérésies.

## Ascension et prise du pouvoir

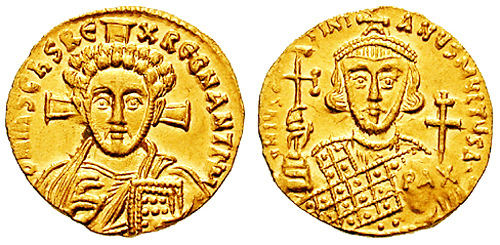
Solidus à l'effigie de Justinien II, sous le règne duquel Léon l'Isaurien gravit peu à peu les échelons de la hiérarchie impériale.

### Une influence grandissante

Carte du Caucase à l'époque de Léon III. Elle fait figurer le royaume de Lazique et l'Abasgie, dans l'orbite byzantine et l'Alanie, aux marges des mondes arabo-musulmans.

La carrière militaire du futur empereur commence en juillet 705, quand Justinien II, venant de Bulgarie où le khan Tervel lui a fourni une armée de quinze mille hommes, se dirige vers Constantinople pour reconquérir son trône : le père de Léon aurait alors livré à ces troupes cinq cents moutons, assurant à son fils un poste enviable (spatharios) dans la garde impériale,. Selon Théophane le Confesseur, sa promotion suscite des jalousies et il est accusé de convoiter le trône en secret. Si Justinien II ne porte guère de crédit à ces accusations, d'autant qu'un procès le juge innocent, il aurait fini par se lasser de son protégé et l'aurait envoyé dans une lointaine mission diplomatique dans le Caucase. Là encore, les historiens se disputent sur la véracité des faits rapportés. Alors que le royaume de Lazique et l'Abasgie tombent aux mains des Arabes, il doit convaincre les Alains de s'allier avec lui. Pour cela, il emporte une importante somme d'argent, qu'il aurait laissé à Phasis avant de traverser le Caucase. Justinien, mécontent, tente de récupérer l'argent alors que Léon parvient malgré tout à ses fins en persuadant les Alains de lancer une attaque fructueuse contre l'Abasgie. Selon le récit de Théophane, les Alains auraient feint de livrer Léon aux Abasges pour mieux les tromper et pénétrer ainsi sur leur territoire sans difficultés. Justinien II en aurait tiré une grande satisfaction et aurait été prêt à pardonner à Léon d'avoir désobéi à ses ordres mais d'être parvenu à s'allier aux Alains sans avoir à utiliser l'appât du gain. Néanmoins, Léon aurait été tenté de rester auprès des Abasges. Seulement, quelque temps plus tard, une armée byzantine envoyée combattre en Lazique à Archéopolis se serait repliée pour échapper à des renforts musulmans, sauf deux cents hommes partis mener des raids plus en profondeur. Perdus, ils auraient été secourus par Léon et des Abasges. Non sans avoir dû combattre un seigneur arménien du nom de Pharasmanios, Léon serait parvenu à rejoindre la mer pour faire voile vers Trébizonde et rentrer en terres byzantines vers 713. Ce récit circonstancié a été perçu comme largement légendaire par Speck, influencé par des traditions ultérieures qui ont nourri le récit de Théophane mais Afinogenov considère que l'essentiel de l'histoire pourrait bien être véridique et issu du témoignage de Léon lui-même, bien que l'expédition paraisse n'avoir occasionné aucun gain particulier pour les Byzantins,,.

### Révolte
Anastase II, après sa prise de pouvoir en juin 713, le nomme stratège du thème des Anatoliques. Après l'abdication forcée d'Anastase II et son entrée au monastère, en août 715, Léon refuse de reporter son allégeance sur le nouvel empereur qui règne à Constantinople, Théodose III et se révolte, prétendument pour rétablir Anastase. Il est rejoint dans sa sécession par Artabasde, stratège des Arméniaques, nommé lui aussi par Anastase II. Léon et Artabasde scellent leur alliance par le mariage de ce dernier avec la fille du premier. Il semble bien qu'en tant que général, Léon a acquis suffisamment d'expérience et de reconnaissance pour apparaître comme un candidat crédible au trône dans un contexte de grand péril face à l'expansionnisme musulman,,. Néanmoins, Walter Emil Kaegi a mis en évidence le caractère conjoncturel d'une invasion musulmane de grande ampleur qui intervient au moment de la révolte de Léon III et aurait grandement favorisé celle-ci, allant jusqu'à soutenir que c'est d'abord grâce aux Arabes qu'il est arrivé sur le trône.
En 716, les Arabes se dirigent vers Constantinople pour l'assiéger, et deux armées, sous le commandement de Maslama ben Abd al-Malik, traversent l'Asie mineure. L'avant-garde, menée par Suleyman, menace directement Léon III. Celui-ci négocie tortueusement avec les envahisseurs pour les maintenir éloignés de son siège d'Amorium. Il est alors difficile de retracer le comportement exact de Léon car les sources diffèrent. Pour les Byzantins, se comportant tel un empereur, il aurait usé de diplomatie avec les Arabes pour les inciter à une forme de passivité. Ceux-ci auraient épargné les régions favorables à Léon III, restant notamment inactifs lors de l'hiver 716-717. Les Arabes auraient aussi pu être tentés de laisser se dérouler la rébellion, affaiblissant ainsi l'Empire de l'intérieur. Pour les sources arabes, un accord est bien passé avec Maslama pour obtenir le soutien des Musulmans dans sa quête du trône mais Léon III n'aurait pas respecté le marché, entraînant donc l'offensive arabe. Quoi qu'il en soit, en juillet, d'accord avec Artabasde, Léon se fait proclamer empereur. L'hiver suivant, tandis que les Arabes, qui ont pris Sardes et Pergame, hivernent sur le territoire du thème des Thracésiens, il se dirige vers Constantinople. À Nicomédie, il capture un groupe d'hommes de l'entourage de Théodose III, dont son fils. Arrivé à Chrysopolis, il entre en négociations avec Théodose III, qui accepte d'abdiquer et de se faire moine avec son fils. Léon entre dans la capitale le 25 mars 717, où il se fait couronner dans la Basilique Sainte-Sophie,,. S'il n'est pas le premier de l'histoire byzantine à prendre le pouvoir par la force, il est le premier à conduire une révolte victorieuse depuis l'Orient anatolien, et cela sans avoir le soutien de l'ensemble des troupes d'Asie Mineure.

## Lutte contre les Arabes

### Siège de Constantinople

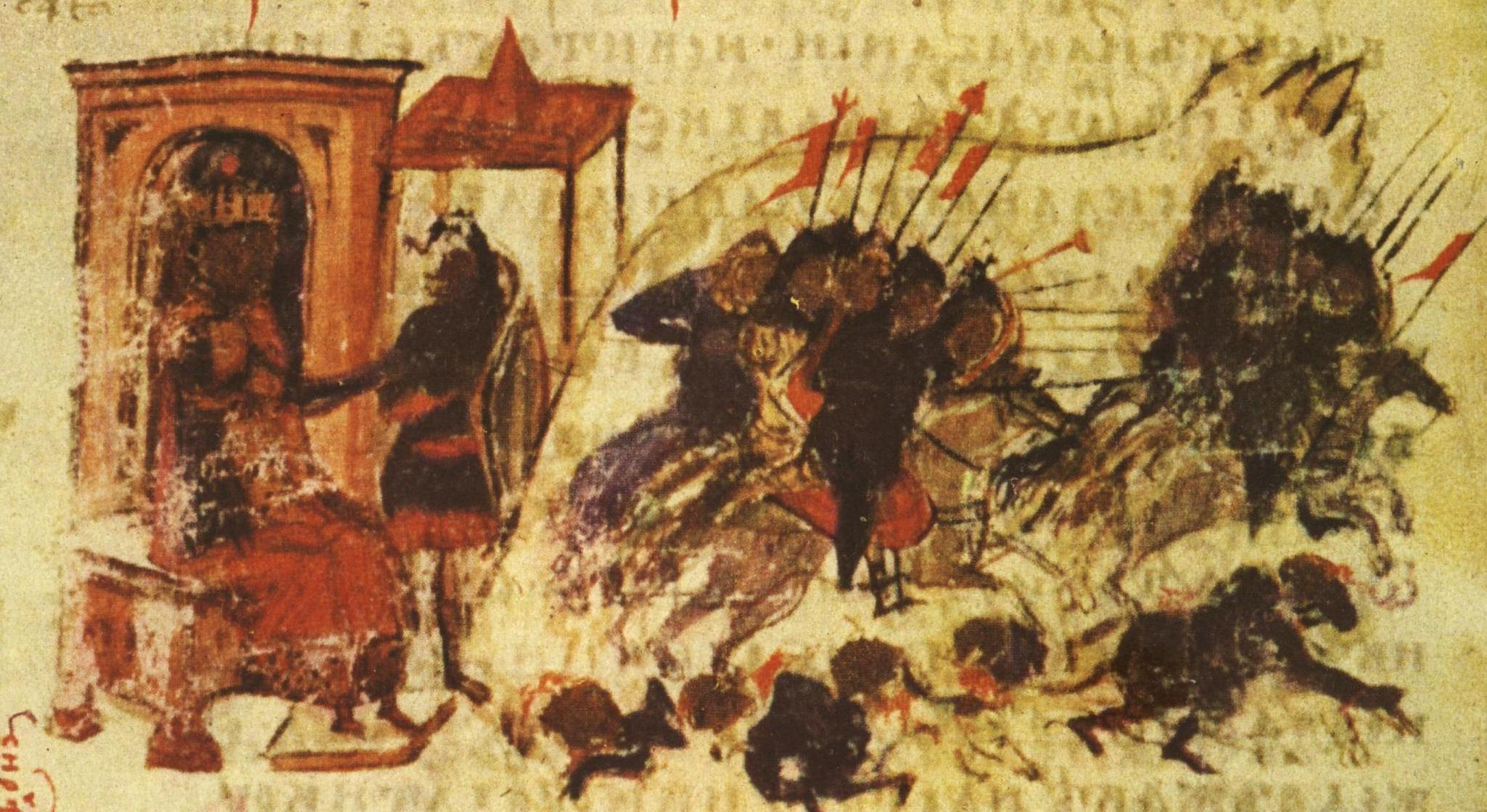
Le second siège arabe de Constantinople représenté dans la traduction en bulgare de la chronique de Manassès.

Alors que Léon s'installe sur son trône, les Arabes, qui ont déployé les grands moyens, préparent minutieusement le blocus total de Constantinople : en juillet, Maslama fait traverser l'Hellespont à ses troupes, à la hauteur d'Abydos, et les sources, souvent dans l'hyperbole, rapportent qu'il a 120 000 hommes sous son commandement ; en septembre, une flotte de 1 800 vaisseaux se présente dans la mer de Marmara,. Quelle que soit la réalité des chiffres, les forces musulmanes dépassent de beaucoup celles dont peut disposer l'empereur byzantin. Mais Léon III s'est préparé pour les affronter : il a fait terminer les travaux de fortification entamés en 714 par Anastase II (y compris du côté de la mer), et il profite de l'alliance conclue entre son prédécesseur et le khan des Bulgares, Tervel. D'emblée, il parvient à éviter le blocus complet de la ville : alors que la flotte passe devant les murailles pour gagner le Bosphore, il fait attaquer par surprise son arrière avec le feu grégeois, l'arme secrète des Byzantins, incendiant et coulant vingt navires avec deux mille hommes à bord ; les Arabes, épouvantés, renoncent à bloquer la ville par la mer, permettant aux Byzantins de conserver des voies de ravitaillement. Léon pourrait aussi avoir essayé la négociation et le paiement d'un lourd tribut, sans résultats.

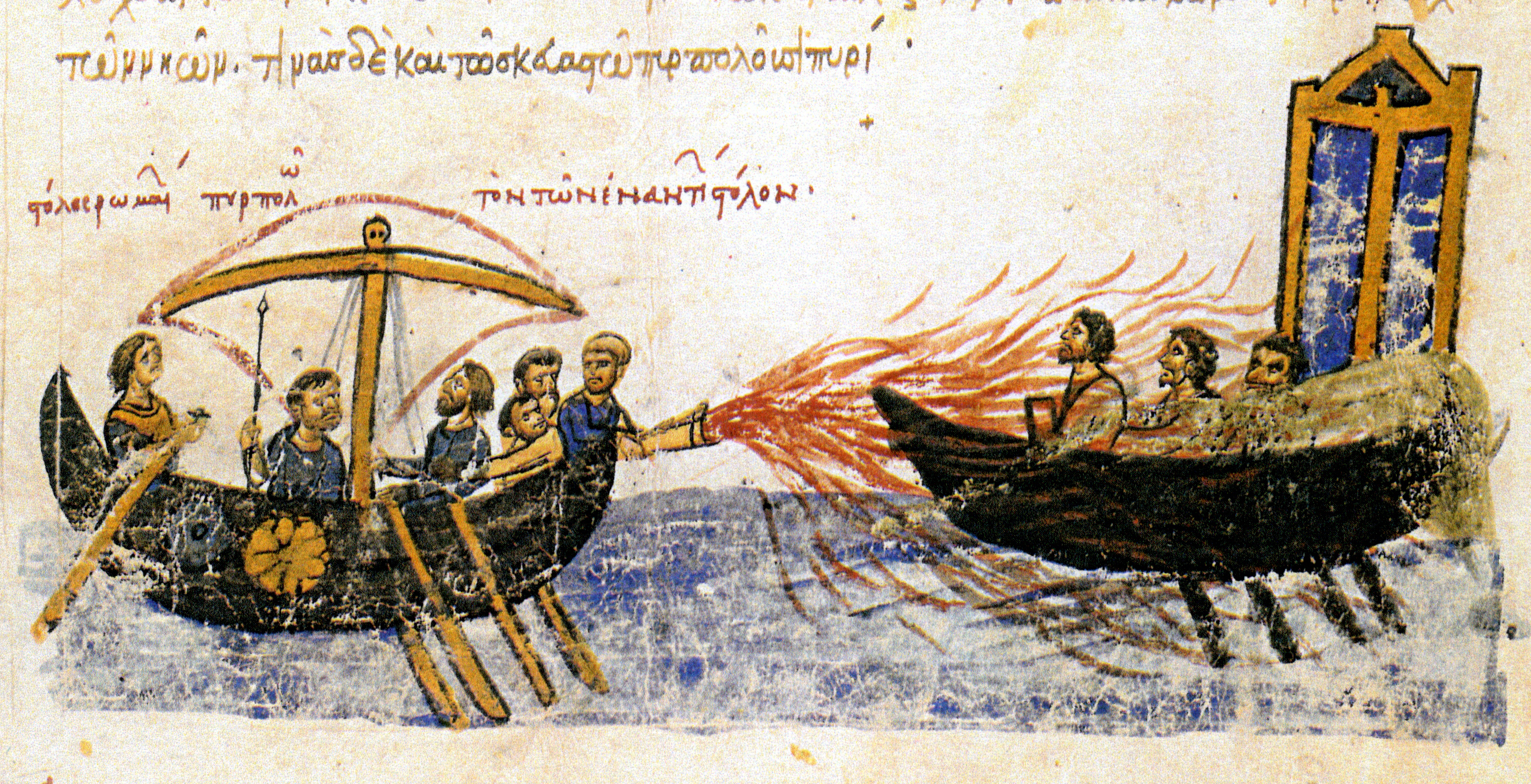
Feu grégeois tel qu'il est décrit dans la Chronique de Skylitzès de Madrid. Léon III en fait un usage victorieux lors du siège de Constantinople.

Commence alors le grand siège de Constantinople de 717-718, qui dure près d'un an, mais qui tourne rapidement à l'épreuve pour les assaillants : l'hiver 717-718 est terrible, la neige recouvre tout pendant plus de trois mois, les assiégeants, harcelés sur leurs arrières par les Bulgares et les troupes légères byzantines, sont incapables de s'approvisionner, doivent manger leurs chevaux et leurs chameaux, et meurent de froid en grand nombre,. Au printemps 718, le calife ʿUmar II envoie deux nouvelles flottes (totalisant 660 vaisseaux) depuis l'Égypte et l'Afrique, et des troupes fraîches à travers l'Asie mineure. Mais les équipages des flottes égyptienne et africaine, majoritairement chrétiens, rallient dès leur arrivée le camp byzantin. Léon III peut faire attaquer les navires musulmans dans la mer de Marmara et, à nouveau, le feu grégeois joue un rôle décisif.
En avril, les troupes terrestres envoyées par le calife arrivent à Nicée, mais Léon III a fait tendre une embuscade victorieuse près de Nicomédie, obligeant les survivants à rebrousser chemin. À cette date, les Byzantins sont en mesure de ravitailler abondamment leur capitale, tandis que les soldats de Maslama meurent de faim. Une épidémie de peste éclate alors dans le camp arabe, les Bulgares intensifient leurs attaques, soit en raison du traité signé avec Théodose III ou bien que Léon III les appelle à l'aide, soit parce que les Arabes ont pu tenter de s'approvisonner sur leurs terres et constituer une trop grande menace,. Quoi qu'il en soit, face à cette situation de plus en plus périlleuse, les généraux arabes finissent par lever le siège. Les troupes terrestres retraversent l'Asie mineure sans encombre, mais la flotte joue de malchance : elle est prise dans une tempête dans la mer de Marmara, et elle passe non loin de l'île de Théra pendant une éruption volcanique, provoquant là encore la perte de nombreux navires,.

### Vers une guerre de raids

Carte faisant figurer certaines des positions frontalières entre le califat omeyyade et l'Empire byzantin.

La victoire byzantine lors de ce siège a un impact décisif pour l'Empire byzantin. Elle assure sa survie après près d'un siècle de défaites et de pertes territoriales et jamais plus le califat n'essaie de s'en prendre directement à la capitale impériale. Le siège de 717-718 s'accompagne aussi d'une modification profonde de la nature de la guerre byzantino-arabe. Désormais, la frontière se stabilise en Anatolie, ne connaissant plus que des modifications marginales,. Les Arabes renoncent à conquérir de nouveaux territoires tandis que s'installe une véritable guerre de raids. En 719, Léon III tente de profiter de la défaite arabe et lance un raid naval contre Laodicée de Syrie, une base maritime importante qui est mise à sac. En 720 ou 721, c'est jusqu'en Égypte qu'une flotte byzantine s'aventure, pour piller Tinnis. En parallèle, les Musulmans fortifient leurs positions les plus avancées, notamment Mopsueste et Mélitène.
Toutefois, les Musulmans conservent la supériorité militaire et les quelques succès des Byzantins ne permettent pas à Léon III d'espérer des reconquêtes d'envergure. Dès 720, le nouveau calife Yazid II reprend l'offensive, sous la forme de raids constants, menés annuellement et qui visent à piller et constituer des prisonniers autant que du butin. C'est le cas en 720 avec une expédition qui ravage les environs d'Antioche de Pisidie, tandis qu'une autre pénètre dans l'Arménie récemment reconquise. En 721, les Musulmans s'en prennent à l'Isaurie et, en 723, c'est au tour d'Iconium d'être ravagée, tandis que la frontière arménienne est grignotée avec la prise de Kamacha. Plusieurs autres forteresses tombent dans les années 720 et, en 727, les Arabes s'avancent jusqu'à Nicée dont ils ne peuvent s'emparer. Néanmoins, ils mettent à sac Gangra,. L'année suivante, c'est au tour de la forteresse arménienne de Semaluos d'être assaillie puis à nouveau le cœur de l'Asie Mineure en 729 et 730 tandis que le fort de Charsianon tombe en 730.
Face à cette litanie de raids destructeurs, Léon III ne peut guère que mener une stratégie défensive plus ou moins efficace, tout en entretenant des relations diplomatiques avec le califat. Ponctuellement, il lance des raids en représailles mais sans avoir la même capacité d'action que son adversaire. Il s'allie aussi avec les Khazars, principale puissance de la steppe pontique qui mène une guerre contre le califat à partir de 722. Ce conflit d'ampleur détourne des ressources musulmanes vers le Caucase et les années 730 sont globalement plus calmes pour l'Empire byzantin,. En 737, les Khazars sont lourdement vaincus et le califat concentre à nouveau ses forces contre Byzance. En 738 et 739, le général Maslama ibn Hišām mène des raids en profondeur, prenant notamment la cité d'Ancyre. En 740, les Omeyyades rassemblent une grande armée, que les chroniqueurs estiment exagérément à plus de 100 000 hommes,. Divisée en plusieurs corps qui visent différentes régions de l'Empire, Léon III doit réagir en personne face au danger qui pèse sur son Empire. Il décide d'intercepter une troupe de 20 000 soldats musulmans qui s'apprêtent à ravager Akroïnon. Il parvient à les surprendre et remporte une écrasante victoire. Si les autres forces arabes parviennent à piller la campagne byzantine, elles ne remportent aucun succès d'ampleur et doivent se replier en ayant subi des pertes sensibles. Pour l'empereur, c'est un succès de prestige car il s'agit de la première victoire significative en terrain ouvert contre les forces musulmanes, même si ces dernières reviennent à la charge dès l'année suivante,.

## Alliance avec les Bulgares et les Khazars

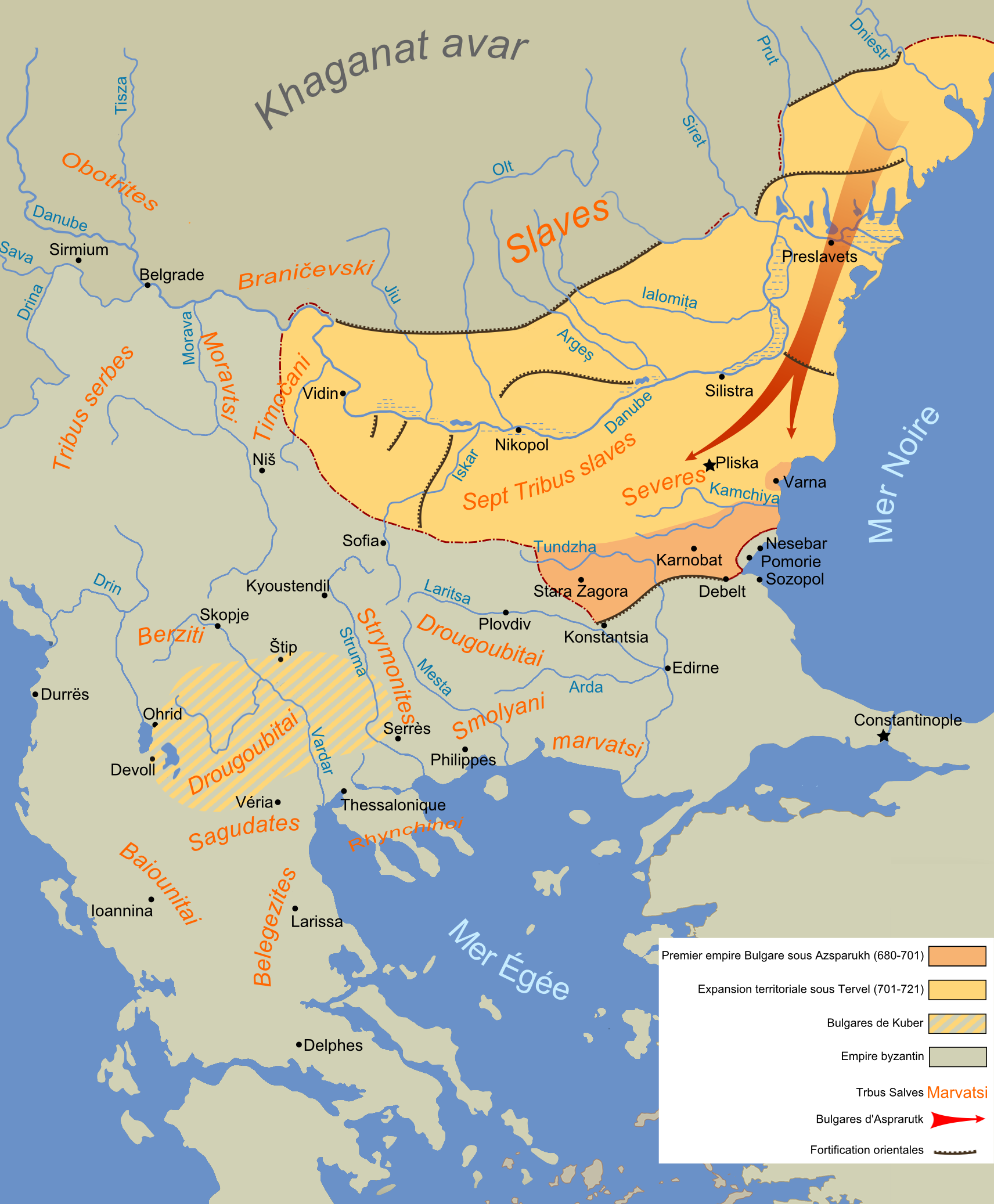
La situation géopolitique dans les Balkans à l'orée du VIIIe siècle. Les Bulgares ont imposé leur domination sur une partie de la péninsule, tandis que les peuples slaves occupent sporadiquement une grande partie de la région.

Sur le front occidental, Léon III doit composer avec la perte de souveraineté des Byzantins sur les Balkans, depuis les invasions slaves et bulgares. Avec le khanat bulgare, les relations sont ambivalentes puisque l'intervention bulgare semble avoir joué un rôle dans la victoire byzantine au cours du siège de Constantinople, à la suite du traité d'alliance signé en 716 avec Théodose III. Pour autant, les Byzantins ne renoncent pas à vouloir reprendre le terrain perdu, sans avoir les moyens militaires de mener une guerre sur deux fronts. Dans l'ensemble, la paix se maintient sur ce front, même si les Bulgares ont possiblement soutenu la révolte d'Anastase en 719 avant de se retourner contre lui. Pour autant, les récits de Théophane le Confesseur et de Nicéphore de Constantinople diffèrent à ce propos et seul le premier atteste d'un véritable appui initial des Bulgares contre Léon III. Ayant un avis généralement très défavorable à l'encontre des Bulgares, il est possible qu'il ait déformé la réalité,.
Léon III peut aussi compter sur l'appui des Khazars, l'empire nomade qui domine la steppe pontique et avec qui les Byzantins ont généralement de bons rapports car ils peuvent ouvrir un autre front face à leurs adversaires orientaux, Sassanides autrefois, Arabes désormais. En 732, Léon III officialise son alliance avec les Khazars, en guerre contre les Arabes, en mariant son fils Constantin avec Tzitzak, fille du khagan Bihar ; amenée à Constantinople, elle est baptisée sous le nom d'Irène. Il est alors très rare qu'un héritier au trône impérial soit marié à une princesse étrangère dans le contexte d'un Empire byzantin qui se conçoit généralement comme supérieur à ses voisins, ce qui atteste du caractère impératif de cette alliance. Néanmoins, celle-ci reste en partie théorique car, malgré l'invasion du royaume des Khazars par les Arabes à partir de 733, Léon III n'envoie pas d'aide. Parallèlement, la découverte de pièces d'or à l'effigie de Léon III en terres khazares confirme l'existence de relations économiques notables entre les deux puissances.

## Politique intérieure

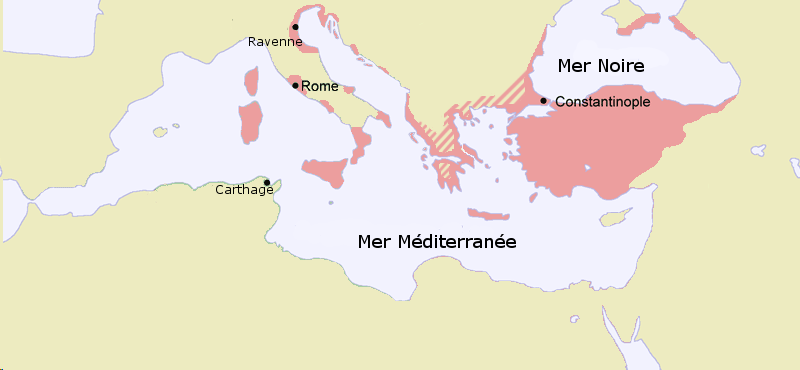
L'Empire byzantin en 717. L'espace hachuré regroupe des régions européennes disputées entre Byzantins, Bulgares et peuples slaves.

Le succès initial de Léon face aux Musulmans, qui marque un net coup d'arrêt à l'expansionnisme musulman, lui permet également de stabiliser l'Empire de l'intérieur, en interrompant une longue période de complots et de destitutions. S'il est confronté à diverses contestations de son pouvoir, aucune n'est en mesure de le menacer véritablement et il peut s'atteler à adapter les structures de l'Empire aux contraintes et évolutions de son temps.

### Consolidation du pouvoir
Le début du règne voit se poursuivre l'agitation intérieure qui déstabilise l'Empire depuis de longues années. Usurpateur, il doit consolider un pouvoir vacillant dans un contexte général dégradé. Ainsi, lors du siège de Constantinople, le stratège (gouverneur) de Sicile, Serge (ou Sergios), fomente une rébellion, pensant peut-être que la capitale est tombée. Il fait d'un de ses subordonnés, Basile Onomagoulos, un prétendant au pouvoir impérial sous le nom de Tibère IV. Malgré l'urgence du siège, Léon III parvient à envoyer une petite expédition menée par son chartulaire, Paul, qui obtient rapidement la loyauté de la population locale alors que Serge s'enfuit chez les Lombards. Paul devient le nouveau stratège de l'île. Plus tard, Serge est pardonné, ce qui attesterait du fait que sa rébellion aurait moins eu pour but de s'opposer à Léon que de profiter d'une situation de vacance du pouvoir.
Une autre conspiration s'organise au début du règne de Léon III, plus précisément en 719. Elle implique directement l'ancien souverain Anastase II, alors moine à Thessalonique, qui s'allie avec le khan Tervel, apparemment à l'initiative ou avec le soutien de Nicéphore Xilinitès, le magister officiorum. Grâce à une armée principalement composée de Bulgares, Anastase peut marcher sur la capitale mais celle-ci garde ses portes fermées. Manquant de soutiens populaires, Anastase finit par être trahi par ses alliés bulgares qui préfèrent faire la paix avec Léon III et livrent Anastase. Celui-ci, avec son principal allié, Nicéphore Xylinitès, est exécuté le 1er juin 719. D'autres hauts dignitaires subissent le même sort, dont le comte de l'Opsikion, Isoès, ou bien l'archevêque de Thessalonique. Estimant peut-être qu'Anastase a été instrumentalisé par ses partisans, il préserve sa mémoire et le fait enterrer dans la nécropole impériale. La présence d'Isoès parmi les conjurés représente un sérieux avertissement pour Léon III car l'Opsikion demeure l'un des corps de troupes les plus puissants de l'Empire, stationné qui plus est à proximité de Constantinople, sur la rive asiatique du Bosphore, ce qui explique que l'empereur en confie le commandement à Artabasde,.
En 720, Léon III fait proclamer son jeune fils Constantin co-empereur alors qu'il n'est âgé que d'un an, dans le souci d'affirmer rapidement une continuité dynastique. Parallèlement, il contribue à stopper le déclin démographique qui frappe Constantinople depuis plusieurs décennies et qui a été accru par les effets du siège. Pour compenser cette dépopulation, il fait déporter des habitants des régions orientales de l'Empire aux alentours de 720.
L'entourage et le gouvernement de Léon III demeurent mal connus, même si son règne confirme le déclin d'une aristocratie issue de la noblesse romaine tardive, notamment municipale, au profit d'une élite récompensée par des dignités de haut rang et qui se distingue principalement par les armes. Toutefois, les sources lacunaires compliquent largement l'analyse de cette élite et seuls quelques rares noms se dégagent. Au-delà d'Artabasde, qui reste fidèle à Léon III tout au long de son règne, diverses personnalités apparaissent, d'origines variées, dont des réfugiés liés probablement aux avancées de l'Islam. Ainsi, un Arabe du nom de Yazid se distingue parmi les hauts dignitaires de l'entourage impérial. Un autre dignitaire d'origine arabe, Beser, est mentionné par les sources, qui lui sont souvent hostiles et font de lui un exemple de la corruption de l'esprit de Léon III par des hommes issus de l'Orient arabe et favorables à l'iconoclasme, bien que les sources rappellent régulièrement l'origine chrétienne de Beser. C'est surtout Théophane le Confesseur qui souligne l'impact de Beser sur l'orientation iconoclaste de Léon III. Enfin, son neveu Sisinnios fait également partie de ses proches conseillers, il est notamment le premier stratège connu du thème des Thracésiens.

### Réformes juridiques et administratives

#### Législateur

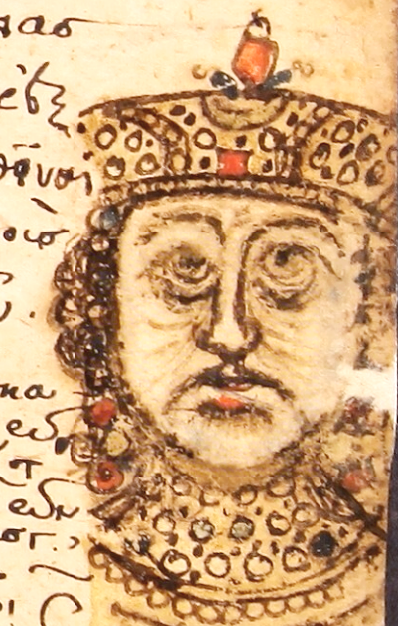
Représentation de Léon III l'Isaurien dans le mutinensis gr. 122, manuscrit du XV.

Un édit promulgué en 722, mentionné par Théophane le Confesseur, ordonne le baptême forcé des juifs et des « montanistes » — sans qu'on soit sûr, d'ailleurs, de ce que recouvre à l'époque ce dernier terme, désignant en principe un mouvement chrétien hétérodoxe sans doute disparu —. Le contexte de cet édit demeure largement méconnu mais il a pu donner lieu à de premiers débats sur le rôle des images et les différences théologiques entre les chrétiens et les juifs ou les montanistes. Dans l'ensemble, le degré d'application réelle de cet édit reste discuté. En revanche, il est possible de le rattacher à la même préoccupation qui guide ensuite l'adoption de l'iconoclasme, c'est-à-dire la volonté de renforcer l'unité religieuse de l'Empire, autour d'un christianisme revenu à une forme de pureté théologique.
L'empereur fait aussi entreprendre l'établissement d'un nouveau code juridique, destiné à remplacer celui de Justinien. Promulgué en 741 et complété par son fils, il est connu sous le nom d’Écloga, c'est-à-dire de « Sélection ». Il est beaucoup plus court que le Code de Justinien, n'en retenant que ce qui paraît applicable au VIIIe siècle, et il est en grec, achevant l'hellénisation de l'État byzantin dans le dernier domaine où on utilisait encore le latin, le droit. Ces caractéristiques visent également à rendre le droit accessible, pour en améliorer la diffusion et donc le respect. D'autre part, le nouveau code modifie aussi un certain nombre de dispositions et principes du Code de Justinien, « dans l'intérêt d'une plus grande humanité », est-il précisé dans l'introduction. La commission de juristes réunie pour rédiger ce nouveau code se concentre principalement sur les matières familiales, de propriété, d'héritage et de droit pénal. L'influence biblique est notable dans l'application des châtiments corporels. Si la peine de mort voit son champ d'action se réduire, conformément au précepte « Tu ne tueras point », les mutilations corporelles de tous ordres sont précisément codifiées (ablations du nez, de la langue, des mains ou bien aveuglement). En cela, l’Écloga entérine un ensemble de pratiques devenues courantes dans le monde byzantin, y compris dans le cadre des accessions impériales violentes qui s'accompagnent parfois de mutilations aux dépens du précédent souverain,,.
De nombreuses matières sont abordées dans l’Écloga, dont la sanction lourde de la corruption, désormais précisément définie et qui s'accompagne d'un principe de bonne rémunération des fonctionnaires de justice, pour encourager la meilleure et la plus égale application de la loi. On note une limitation de la puissance paternelle (patria potestas) d'origine romaine, au bénéfice des femmes et des enfants, une protection accrue de la veuve et de l'orphelin mais parallèlement une restriction des motifs légaux de divorce, toujours dans une interprétation littérale des préceptes religieux. Plus largement, comme l'énonce Léon lui-même dans l'introduction de ce code, il entérine les importants changements d'une société byzantine désormais largement christianisée. Des pans entiers de l'antique droit romain sont alors oubliés ou amendés, tandis que l'importance d'agir au nom de Dieu est formellement rappelée, tout comme la légitimité divine dont peut se prévaloir l'empereur,,.

#### Réformes monétaires

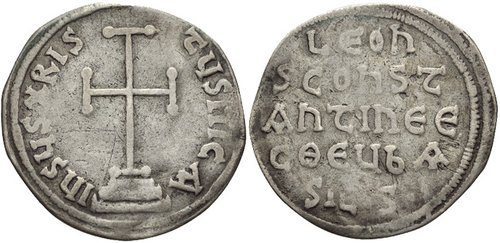
L’un des premiers miliarésions frappé sous Léon III pour célébrer le couronnement de son fils, Constantin V. La Croix remplace les figures humaines traditionnellement représentées sur les monnaies byzantines même si ce style iconographique est relativement répandu depuis plusieurs siècles, faisant référence à la croix apparue à Constantin le Grand lors de la bataille du pont Milvius.

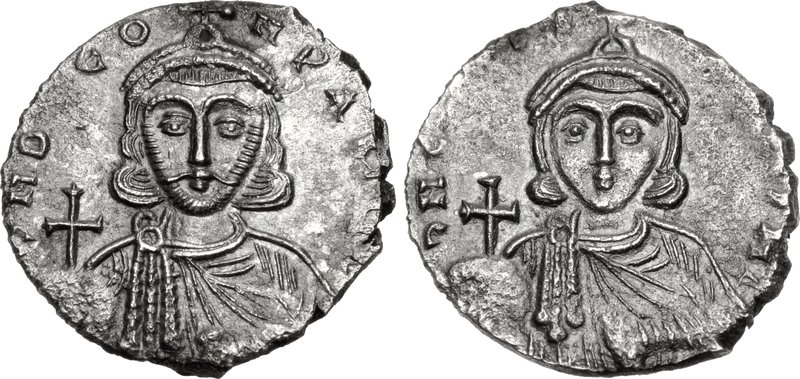
Rare exemple d'hexagramme frappé sous Léon III, une monnaie en argent qu'il remplace rapidement par le miliarésion. Ici, il est représenté conjointement avec son fils Constantin, chacun sur une face différente.

Le règne de Léon se caractérise par des modifications apportées au système monétaire impérial. Il s'en sert notamment pour affirmer le principe dynastique. Après avoir fait couronner son très jeune fils Constantin V comme coempereur en 720, il le fait figurer sur les pièces de monnaie en or, à la place de la croix, qu'il réserve aux pièces d'argent. En effet, il réforme le système monétaire byzantine en créant une nouvelle pièce en argent, le miliarésion qui vaut un douzième de nomisma et remplace l'hexagramme d'Héraclius. Par son aniconisme, il préfigure l'iconoclasme et se rapproche du style des dirhams musulmans, à l'exception notable de la croix. Au-delà de la présence de Constantin V sur les pièces du règne de Léon III, ce dernier continue à figurer après sa mort sur les pièces de son successeur, comme pour affirmer une continuité dynastique jusqu'au règne de Constantin VI, son arrière-petit-fils. Par ailleurs, la traditionnelle formule romaine dédiée à la victoire (victoria augustii) devient Iesus Christus Nika (« le Christ victorieux »), entérinant la christianisation des monnaies impériales. En outre, cette pièce est la première à comporter le mot basileus, qui désigne dorévanant le souverain byzantin en grec. Quelques sceaux de Léon III ont survécu, sur lesquels il est représenté avec la Vierge Hodegetria dans les premières années, laquelle est remplacée dès 720 par Constantin V, toujours dans un souci d'affirmer la continuité dynastique,.
Le choix de ces représentations de la croix ou du coempereur traduit, selon Marie-France Auzépy, une rupture de la continuité symbolique entre l'empereur et le Christ, lequel voit sa représentation se restreindre fortement sous les iconoclastes, alors qu'il est apparu sous les pièces de monnaie sous Justinien II. Par ailleurs, cette distinction va de pair avec une distance affirmée entre royauté céleste et royauté terrestre, faisant de cette dernière le domaine exclusif de l'empereur.
En-dehors de cette innovation monétaire, Léon III poursuit la frappe du nomisma (ou solidus) mais, dans un contexte de rétraction économique et de moindre circulation monétaire, les subdivisions traditionnelles de cette monnaie disparaissent peu à peu, comme le semissis qui n'est quasiment plus frappé après 741.
Enfin, il modifie à la marge le monnayage en cuivre (les nummus). Il garde l'iconographie traditionnelle, se faisant représenter avec son fils à l'avers, tandis que sa valeur nominale de la pièce est indquée au revers. En revanche, le lieu de frappe de la pièce disparaît, probablement car seul l'atelier de Constantinople demeure actif dans la partie orientale de l'Empire.

#### Interventions administratives et fiscales
La fiscalité est un autre champ d'intervention de Léon III. Des recensements sont mis en place et une surtaxe d'un douzième apparaît à la fin de son règne pour restaurer les murailles de Constantinople. Cette taxe, nommée dikératon devient pérenne et confirme que l'imposition en espèces demeure malgré le déclin de l'économie monétaire dans l'Empire. De même, il confirme la perception du kapnikon, qui s'apparente à un fouage (une taxe perçue par foyer).
En matière d'organisation administrative, le système des thèmes qui devient la nouvelle organisation provinciale de l'Empire ne connaît que peu d'évolutions, même si des historiens désormais datés comme Charles Diehl ont parfois porté l'idée d'une intense activité réformatrice de Léon III. L'analogie entre la terminologie des régiments qui s'installent dans certaines zones géographiques de l'Anatolie et le nom donné à ces commandements régionaux semble s'affirmer durablement à cette époque. En revanche, Léon III dissout la flotte centrale des Karabisianoi, soit peu après le siège de 717-718, soit vers la fin des années 720, peut-être en réaction à la révolte de Cosmas qui mobilise une bonne partie de la flotte. En réaction, Léon III crée le commandement régional des Cibyrrhéotes, un thème à vocation maritime qui borde le littoral méridional de l'Anatolie jusque-là subordonné au corps des Karabisianoi,. Dans son étude sur les révoltes militaires byzantines, Walter Emil Kaegi souligne l'impact de cette refonte de la marine byzantine par Léon III, après de nombreux épisodes séditieux, et le rétablissement d'une certaine discipline dans la flotte impériale.
Il pourrait également avoir créé le thème largement maritime de Céphalonie pour renforcer l'emprise navale de l'Empire sur cette partie de la Méditerranée. Certains sceaux y étant rattachés sont datés approximativement de son règne, même si des historiens estiment parfois que ce thème apparaît plus tardivement.

#### Une entreprise de restauration architecturale
Différentes constructions sont attribuées à Léon III et à ses proches, notamment la restauration des murailles de Constantinople ou bien celles de Nicée après le siège de 727. Il aurait également érigé une statue dans le port de Neorion selon le Parastaseis syntomoi chronikai, sans plus de précisions. Un monastère mal connu est également érigé par Anne, la femme de Léon III. Il aménage une porte au niveau du port du Kontoskalion et des historiens lui attribuent la décoration de l’Anemodoulion, un tétrapyle situé sur la Mésè, principale artère de Constantinople. Il en aurait fait un monument commémorant sa victoire contre les Arabes. Dans l'ensemble, nos connaissances à propos des réalisations architecturales de Léon III sont réduites, même si son goût pour la représentation de la Croix est connu et que ses entreprises de destruction d'icônes ont été largement revues à la baisse.
Au-delà, des auteurs byzantins comme Georges le Moine ont rapporté que Léon III aurait détruit une école impériale à Constantinople vers 726, contribuant à appauvrir la vie intellectuelle de l'Empire. S'il est vrai que cette dernière souffre d'un certain déclin dans l'époque de crise que connaît alors l'Empire, avec une baisse d'activité voire une disparition d'institutions d'enseignement, cette initiative impériale paraît relever d'une volonté de discréditer Léon III plus que d'une réalité historique.

## Iconoclasme

### Apparition de l'iconoclasme impérial

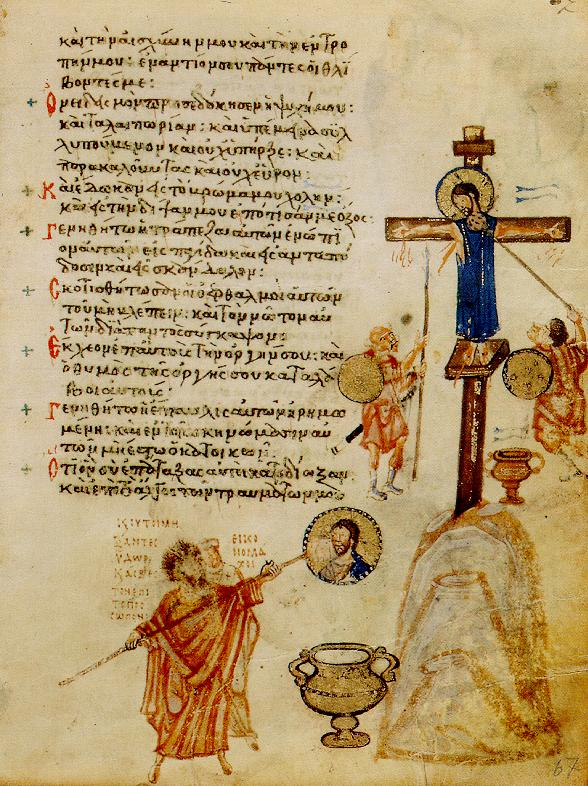
Miniature du Psautier Chludov (IXe siècle) montrant Jean le Grammairien détruisant une image du Christ, lors de la deuxième période iconoclaste (musée historique d'État, Moscou).

En raison de la partialité des sources, il demeure difficile de saisir clairement le déroulement des événements. Dans leur étude sur l'iconoclasme, Leslie Brubaker et John Haldon tentent d'en dégager une chronologie. L'empereur aurait commencé à évoquer ce sujet vers 725-726, et notamment à partir de l'été 726, quand l'activité du volcan de Théra, intermittente depuis 718, aboutit à une éruption violente de fumée, de cendre, de lave, qui dure plusieurs jours et atteint toutes les îles de la mer Égée et même les côtes de l'Asie mineure et de la Macédoine. Une île nouvelle apparaît dans la caldeira. Beaucoup, dont l'empereur apparemment, interprètent ce phénomène impressionnant comme un signe de la colère divine,.
Dans les circonstances très difficiles que connaît alors l'empire, Léon III « se sent comme un nouveau Moïse, responsable de son peuple. […] L'iconoclasme est une catharsis dont Léon III prend l'initiative pour éviter au peuple le sort jadis réservé à Israël ». Estimant que les malheurs de son temps sont dus à une idolâtrie excessive, il aurait commencé à remettre en cause les images ou encore des pratiques telles que la proskynèse. Cette lutte contre l'idolâtrie se retrouve dans ce qu'il reste de l’Horos, la profession de foi iconoclaste de son fils et successeur Constantin V. Dans le même temps, des évêques d'Anatolie professent des idées proches de l'iconoclaste, en particulier Constantin de Nacoleia, Jean de Synnada ou Thomas de Claudiopolis, qui retirent les icônes de leurs églises, ce dont s'émeut le patriarche Germain Ier de Constantinople. Une controverse éclate et des missives sont envoyées par le patriarche, sans que le rôle de l'empereur dans l'affaire soit clairement établi.

### Officialisation de l'iconoclasme
Entre 726 et 730, l'iconoclasme de l'empereur semble donc relativement discret et ne donne pas lieu à des répressions particulières à l'endroit de ses opposants. Un premier tournant intervient en 730, quand Léon III demande au patriarche ainsi qu'au pape de confirmer par écrit son orientation iconoclaste. Le détail des exigences impériales reste obscur mais elles suscitent une opposition croissante puisqu'en 731, le pape Grégoire II décide de convoquer un synode sur le sujet. Plus encore, Germain est contraint d'abdiquer, même si les sources ne permettent pas d'attribuer clairement cela à son refus de l'iconoclasme. Le 7 janvier 730, Léon III réunit un silention (assemblée des dignitaires de la cour), en l'absence du patriarche qui a refusé d'y participer. Le contenu exact du document qui émane de cette assemblée est inconnu, même s'il est souvent supposé qu'un édit iconoclaste aurait été promulgué ou bien une simple profession de foi. Quoi qu'il en soit, prenant acte de l'absence du patriarche ou bien l'ayant destitué, l'empereur nomme à sa place le syncelle Anastase de Constantinople, qui adhère à l'iconoclasme,. D'autres évêques sont probablement déposés, comme André de Crète, mais là encore, la documentation reste floue. La souscription du document est sans doute imposée, non seulement aux ecclésiastiques, mais aux fonctionnaires, qui risquent possiblement la destitution et la disgrâce de leur famille en cas de refus.
Dans cette chronologie, il n'apparaît pas que des édits impériaux ont été immédiatement pris contre les images, ni qu'aucune destruction d'ampleur n'a été décidée, même si les sources byzantines insistent sur l'ordre donné de recouvrir les images de chaux par exemple. De même, le retrait de l'icône du Christ qui surplombe la Chalkè, l'entrée du Grand Palais, n'est pas clairement évoqué, alors qu'il s'agit généralement d'un élément déclencheur de la crise iconoclaste. En effet, les historiens récents comme Marie-France Auzépy, ont contesté la véracité de cet événement, cité dans des sources postérieures mais souvent de manière confuse. Surtout, il n'est pas établi qu'une telle icône ait existé à l'époque de Léon III. Plus largement, l'interprétation d'événements politiques dans les années 720, notamment après 726, font encore l'objet de débats car les auteurs byzantins, d'inspiration iconophile, tendent à en faire des symboles d'opposition à l'iconoclasme de l'empereur. C'est le cas du soulèvement de Cosmas, un général du thème de l'Hellade, qui en 727 attaque Constantinople avec une flotte et est vaincu grâce au feu grégeois. Il est souvent rapporté qu'il se fait le porte-étendard des partisans des icônes. Néanmoins, les historiens modernes estiment qu'il s'agit d'un rapprochement hâtif. En 727, l'iconoclasme de Léon III est embryonnaire et il paraît plus crédible de justifier le mouvement de Cosmas par une simple tentative de soulèvement provincial qui vise la capitale, comme tant d'autres dans les décennies précédentes,.
De même l'usurpation en Italie de Tibère Petasius, qui se proclame empereur dans la région de Rome en 729 et est défait et tué par l'exarque Eutychius en 730 grâce à l'aide du pape, a été perçue comme un autre mouvement hostile à l'iconoclasme mais la situation en Italie est alors très confuse. Un autre aspect de la réaction italienne à l'iconoclasme serait le synode réuni par le nouveau pape Grégoire III, intronisé en mars 731. Il aurait condamné l'iconoclasme ainsi que la déposition de Germain. Néanmoins, les actes de ce synode n'ont pas survécu et seule la Vie de Grégoire III en reprend des extraits, avec une historicité douteuse. Il demeure donc difficile de connaître le contenu exact de ce synode et ce qu'il dit de l'empereur et de sa politique religieuse, d'autant que le synode réuni en 732 est muet au sujet des icônes. Des lettres du pape à l'intention de l'empereur auraient été envoyées mais stoppées en chemin par des fonctionnaires impériaux, sans que leur contenu soit connu. La politique religieuse de Léon III est aussi combattue dans les églises orientales, dans les terres occupées par les Musulmans, à l'image de Jean Damascène qui devient le héraut des partisans des icônes en Syrie et en Palestine, même si la date de composition de ces serments contre les iconoclastes est de plus en plus située après la mort de Léon III,,.
Quoi qu'il en soit, du début des années 730 à la mort de Léon III, le sujet de l'iconoclasme n'apparaît plus dans les sources, ce qui indique qu'il n'occupe pas une place centrale dans la politique impériale.

### Théologie deLéonIII

Croix iconoclaste dans une abside de l'église Sainte-Irène. Détruite par un séisme en 740, à la fin du règne de Léon III, elle est rebâtie par Constantin V selon un programme iconographique iconoclaste qui met l'accent sur le symbole de la croix.

Encore aujourd'hui, la posture iconoclaste de Léon III est empreinte de mystère. Ainsi, dans leur étude sur l'iconoclasme byzantin, Leslie Brubaker et John Haldon intitulent leur chapitre consacré à l'empereur « Léon III, iconoclaste ou opportuniste ? ». Il n'est par exemple pas acquis qu'il ait été en contact avec les évêques anatoliens hostiles aux images. Ses positions les plus radicales ont certainement été exagérées et il apparaît peu probable qu'il ait ordonné au pape de s'opposer aux icônes. Dans l'ensemble, l'iconoclasme de Léon III fait plutôt la promotion de l'image de la Croix comme incarnation de la légitimité divine du pouvoir impérial. Il s'intègre alors dans une iconographie impériale qui remonte au moins à Tibère II Constantin qui a introduit la figure de la croix sur les pièces de monnaie, en écho à Constantin le Grand. Il tente aussi de restreindre la proskynèse devant les représentations sacrées ou le fait de les embrasser, quitte à positionner celles-ci de manière à décourager ce geste, par exemple en les installant dans des endroits surélevés ou peu accessibles. Les lettres du patriarche Germain aux principaux évêques iconoclastes montrent également une évolution des positions iconoclastes, vers une plus grande méfiance à l'encontre des images sacrées. En revanche, le principe de l'intercession des saints n'est pas fondamentalement remis en cause sous Léon III. Quant aux reliques, l'empereur et ses soutiens semblent plutôt vouloir en restreindre le culte, en les retirant notamment des espaces les plus sacrés comme les autels, pour en préserver la pureté. Le principal récit à ce propos concerne les reliques d'Euphémie de Chalcédoine, que Léon III aurait transféré d'un autel vers une chapelle du palais avant de les jeter à la mer, mécontent du culte trop affirmé que leur rendait ses filles. Là encore, il n'est pas exclu que cet épisode soit romancé.
Au-delà de l'iconoclasme, Léon III a un rapport étroit avec l'Ancien Testament, cité notamment en introduction de l’Ecloga, dans un souci de retour à une vision plus traditionnelle de la chrétienté. De même, sa décision de convertir par la force les Juifs en 721, quelques années après le siège de Constantinople, peut s'expliquer par un souhait de réaction face à la crise profonde que traverse l'Empire et qui nécessiterait de l'expurger de sa population non chrétienne. Au-delà, la critique des iconoclastes a souvent porté vers un excès dans la recherche de la purification de la pratique religieuse. Elle irait de pair avec une intensification de manifestations religieuses telles que le culte des saints et, parallèlement, celui des icônes, entraînant en réaction une opposition à ces pratiques. C'est notamment la thèse traditionnelle portée par Ernst Kitzinger, qui plaide pour un iconoclasme issu des débats internes à la chrétienté et qui fait remonter ce phénomène au milieu du VIe siècle,. Plus récemment, Leslie Brubaker le date plutôt des années 680, tout en maintenant le principe d'une réaction face à l'idôlatrie, tandis que Peter Brown rappelle les limites d'un iconoclasme issu de l'extérieur de l'Empire ou de ses provinces asiatiques. Il souligne notamment que Léon évolue avant son accession au trône dans le contexte de la capitale Constantinople plus que dans celui de sa région d'origine.
Cette vision d'un iconoclasme émergeant de l'intérieur de la chrétienté byzantine s'oppose à un autre courant. En effet, l'un des aspects les plus polémiques de l'iconoclasme de Léon III réside dans l'influence supposée qu'il aurait subi de l'islam. À l'époque de son règne, le califat est agité par une opposition croissante aux représentations figuratives et un édit de Yazid II, daté de 721, aurait ordonné la destruction des images chrétiennes. Dans certaines sources byzantines, en particulier les actes du second concile de Nicée, Léon III est accusé d'avoir été influencé par ce mouvement, un fait accentué par son origine syrienne et sa maîtrise supposée de la langue arabe selon Théophane le Confesseur. Néanmoins, une telle influence paraît peu probable et est de moins en moins soutenue par les historiens. En effet, l'iconoclasme byzantin reste moins radical que celui qui s'affirme parmi les Musulmans, puisqu'il ne s'oppose pas à toute représentation figurée mais tend plutôt à restreindre le culte rendu à des images liées au sacré,. L'idée d'une influence juive a aussi été portée par des auteurs byzantins mais se heurte à l'hostilité manifeste de l'empereur envers cette communauté. Ces deux hypothèses ne sont d'ailleurs pas incompatibles puisque les sources byzantines affirment parfois qu'un mage juif aurait influencé Yazid et, conséquemment, Léon III, une articulation mise en lumière et réfutée par Stephen Gero,.
Pour Michel Kaplan, l'iconoclasme de Léon III, loin de provenir d'au-delà des frontières, est aussi une manière de réaffirmer sa stature impériale. En combattant des pratiques d'intercession entre les hommes et Dieu, il renforce du même coup son propre rôle de représentant de Dieu sur Terre. Ainsi, dans une lettre qu'il aurait envoyé au pape, il se décrit comme « empereur et prêtre ». Si l'authenticité de cette lettre reste discutée, cette expression incarne cette prétention de l'empereur à l'ingérence religieuse. L.W. Barnard y voit la continuation de la posture divine dévolue à l'empereur romain, au travers notamment du culte impérial, qui lui donne un rôle religieux de premier plan, désormais adapté au contexte d'un Empire chrétien.
Dans une tentative de synthèse, Mike Humphreys fait de l'iconoclasme de Léon III un aspect parmi d'autres de l'entreprise de restauration impériale qu'il mène au lendemain de sa victoire à Constantinople. Potentiellement influencé par l'impact de l'éruption de 726 combinée à la reprise des raids musulmans, l'iconoclasme aurait été promu plus activement. Dans ce cadre, l'islam aurait contribué aux débats théologiques en cours au sein de l'Empire mais l'origine de l'iconoclasme resterait plurifactorielle.

## Italie byzantine affaiblie

La situation de l'Empire byzantin au début du règne de Léon III, faisant figurer le morcellement des possessions impériales en Italie. Le duché de Rome est alors une possession de plus en plus théorique de l'Empire, de même que le duché de Naples.

### Situation confuse
La situation de l'Italie byzantine au début du règne de Léon III est confuse. Elle est morcelée et l'exarchat de Ravenne souffre de la progression des Lombards dans toute l'Italie continentale, tandis que la papauté s'affirme comme une force autonome, sinon indépendante, tant politiquement que spirituellement, ce que l'iconoclasme ne fait qu'accentuer. Par ailleurs, l'Italie peut être un foyer de contestation, comme le prouve la sédition sicilienne du tout début du règne de Léon. Celui-ci est loin de se désintéresser de la péninsule mais il manque cruellement de moyens pour remédier aux nombreux défis qui s'y présentent. Ainsi, l'exarque Paul nommé vers 723 manque de ressources pour combattre les Lombards, qui se rapprochent de Ravenne,.

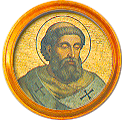
Portrait imaginaire de Grégoire III, basilique Saint-Paul-hors-les-Murs (mosaïque du milieu du XIXe siècle).

La suite des événements demeure difficile à tracer précisément. Sous l'exarque Paul, les tensions commencent déjà à apparaître avec le pape Grégoire II, qui aurait possiblement échangé des lettres avec Léon III en lien avec son adoption de l'iconoclasme. La fiscalité parfois lourde de Léon III a également été mise en cause. Il est accusé par Théophane le Confesseur d'avoir pris des mesures de rétorsion à l'encontre de la papauté, hostile à l'iconoclasme, en réformant en profondeur la fiscalité italienne, au bénéfice de l'empereur. La date de cette évolution se situe aux alentours des années 731-732. Les historiens débattent encore du sens à donner à ce programme, qui impose un accroissement de la fiscalité individuelle, oblige le versement des taxes sur le patrimoine en faveur du trésor impérial aux dépens de la papauté et systématise la réalisation de recensements individuels et possiblement fonciers. Cette imposition soulève des oppositions parmi la population de la péninsule, en particulier à Ravenne. Au-delà, il semble que deux partis s'opposent : l'un loyal à l'Empire et l'autre plus rétif à l'autorité de Constantinople, peut-être en lien avec le pape. Les historiens se disputent encore la nature exacte de cette fiscalité. Pour des auteurs comme Constantin Zuckerman, suivi par Leslie Brubaker et John Haldon, Léon III aurait étendu la capitation à l'ensemble des biens pontificaux, ce qui accroîtrait notablement le champ des biens concernés. De son côté, Vivien Prigent estime que cette exemption fiscale que remettrait en cause l'empereur est incertaine. Plus encore, il rejette l'idée de la mise en place d'un impôt du type de la capitation.
La chronologie précise des faits est tout autant mal connue, notamment de savoir si la fiscalité est une cause ou une conséquence de l'autonomisation papale. Récemment, Viven Prigent a mis en avant l'idée d'une réaction de Léon III à l'encontre d'une papauté rétive à son autorité, en la privant d'une partie de ses ressources financières. Pour d'autres comme Judith Herrin, c'est la fiscalité qui entraîne la révolte de Grégoire II, que Léon III aurait tenté de destituer, voire de le faire assassiner. L'ordre aurait notamment été donné au duc de Rome Marinus, mis en échec et Léon III aurait envoyé un autre homme se charger de cette mission, se heurtant là encore à une population romaine de plus en plus hostile,.
Une autre pomme de discorde existe autour des frontières des juridictions épiscopales entre Rome et Constantinople, puisque Léon III aurait rattaché plusieurs régions, dont la Calabre, la Sicile et l'Illyricum, sous l'autorité directe du patriarche constantinopolitain, au détriment du pape. Le débat reste ouvert sur ce sujet puisque d'autres interprétations datent cette évolution du règne de Constantin V tandis que des auteurs font la synthèse entre les deux, estimant que le basculement s'opère en deux temps, d'abord sous Léon III puis confirmé par son fils, Constantin. Pour Vivien Prigent, c'est même ce changement de juridiction qui provoque la défiance papale à l'encontre de Léon III.

### Un éloignement croissant entre Rome et Constantinople

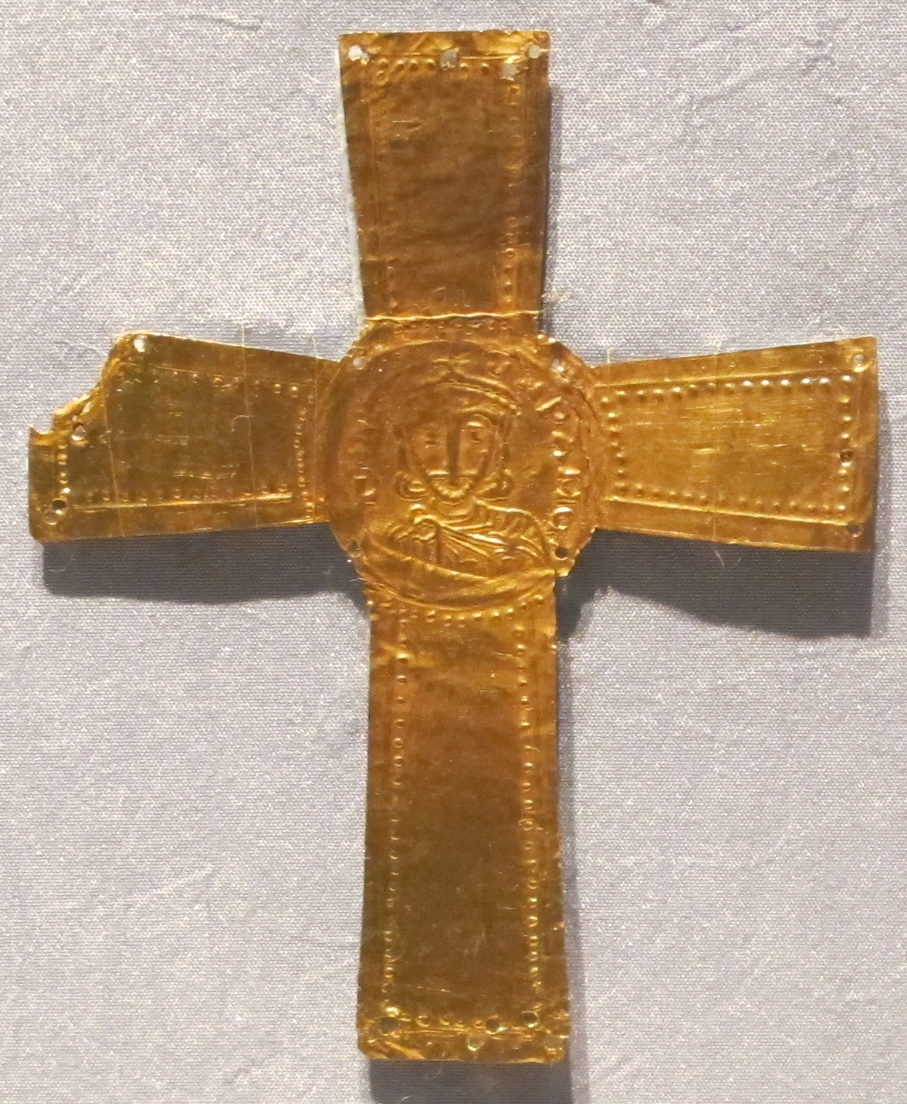
Croix lombarde en or, présentant une pièce centrale avec le portrait de Léon III.

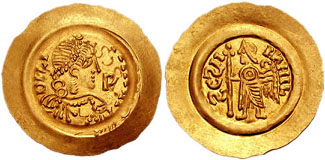
Monnaie (tremissis) de style byzantin à l'effigie du souverain lombard Liutprand.

Dans l'ensemble, un conflit interne agite l'Italie byzantine entre les partisans de Rome et ceux de Constantinople, témoignage des scissions en cours entre l'Orient et l'Occident. Ces dissensions culminent avec l'assassinat de l'exarque, probablement à l'été 726 dans une ville de Ravenne toujours plus divisée. La présence impériale dans la péninsule semble subir un net évanouissement avec une résistance accrue des autorités locales aux ordres de Constantinople, même si le rejet de l'iconoclasme ne paraît pas être un élément central de leurs revendications. Cette rébellion s'exprime en particulier au sein de la Pentapole et un certain Tibère est proclamé empereur, sans pour autant que le pape se joigne à lui, probablement par prudence. Léon III réagit par l'envoi du patrice Eutychios, qui a déjà occupé cette fonction auparavant et qui se rend d'abord à Naples à la fin de l'année 727. Selon certaines sources, il aurait eu pour mission de faire assassiner le pape Grégoire II mais le tueur est arrêté par les gardes avant de commettre son acte. Le souverain lombard Liutprand en profite pour reprendre ses conquêtes autour de Ravenne, s'emparant notamment de Bologne, Rimini ou Ancône, mais surtout de Classe, le port de Ravenne. Dans le même temps, les Lombards conquièrent également Narni et Sutri, deux places fortes du duché byzantin de Rome. Finalement, c'est le pape qui joue les intermédiaires et obtient du souverain lombard qu'il lui remette les deux cités. Ce traité, connu sous le nom de donation de Sutri, consacre la perte d'influence byzantine sur le duché de Rome et préfigure la création des  États pontificaux.
C'est dans ce contexte que Grégoire III est élu comme nouveau souverain pontife en 731, recevant l'ordre impérial de se conformer à un iconoclasme qu'il rejette, même si, là encore, la prudence est de mise dans l'interprétation des événements à la lueur de ce seul prisme théologique. Selon Théophane le Confesseur, vers 732-733, Léon III envoie une flotte byzantine reprendre le contrôle du duché de Rome, sous le commandement de Manès, stratège des Cibyrrhéotes mais les navires sont dispersés par une tempête. Pour autant, à la suite d'Ottorino Bertolini, les historiens estiment parfois que cette expédition navale est dirigée contre les Lombards et non contre le pape,. En effet, une trêve semble intervenir entre le pape et les autorités byzantines en 728, peu après l'arrivée d'Eutychios dans la péninsule et le point culminant des tensions avec la papauté. Par la suite, en-dehors du cas spécifique de l'opposition papale à l'iconoclasme, les relations entre Rome et Constantinople se réchauffent,.
Les années suivantes sont marquées par la continuation des conflits entre papauté et Lombards, dans lesquels les Byzantins peinent à faire valoir leur influence. Vers 739, les Lombards s'emparent un moment de Ravenne, mais l'exarque Eutychius parvient à s'y rétablir avec l'aide du duc de Venise et l'appui du pape Grégoire III, lequel considère encore les Byzantins comme alliés face à l'ennemi commun que sont les Lombards. Mais l'année suivante, le roi Liutprand conquiert le duché de Spolète (principauté lombarde autonome) et devient maître de presque toute l'Italie ; poursuivant le duc Thrasamund qui s'est réfugié auprès du pape. Liutprand assiège Rome, et Grégoire III écrit alors à Charles Martel pour demander de l'aide, ce qui démontre que Léon III n'est plus un recours viable pour assurer la protection du pape. Pour autant, c'est finalement par la négociation que le pape obtient le retrait de Liutprand.

## Fin de règne et mort
À l'automne 740, un violent tremblement de terre frappe la région de Constantinople, avec de très nombreux morts et des dégâts considérables. Beaucoup de bâtiments de la ville s'effondrent, dont des parties des fortifications. Une surcharge fiscale d'un douzième est instaurée, prétendument pour réparer les murailles, mais cet impôt devient permanent. Le 18 juin 741, à Constantinople, Léon III l'Isaurien meurt d'hydropisie. Il est enterré dans un sarcophage aux côtés de son épouse, dans le mausolée de Justinien, en l'église des Saints-Apôtres de Constantinople. Si son fils et successeur désigné, Constantin V, semble prêt à prendre sa suite, il doit s'imposer par la force face à l'ancien compagnon d'armes de Léon III, Artabasde, qui s'empare pendant quelques mois de Constantinople entre 741 et 743.

## Union et postérité
Léon III a une épouse, nommée Marie, qui est couronnée « Augusta » le 25 décembre 718, le couple a quatre enfants :

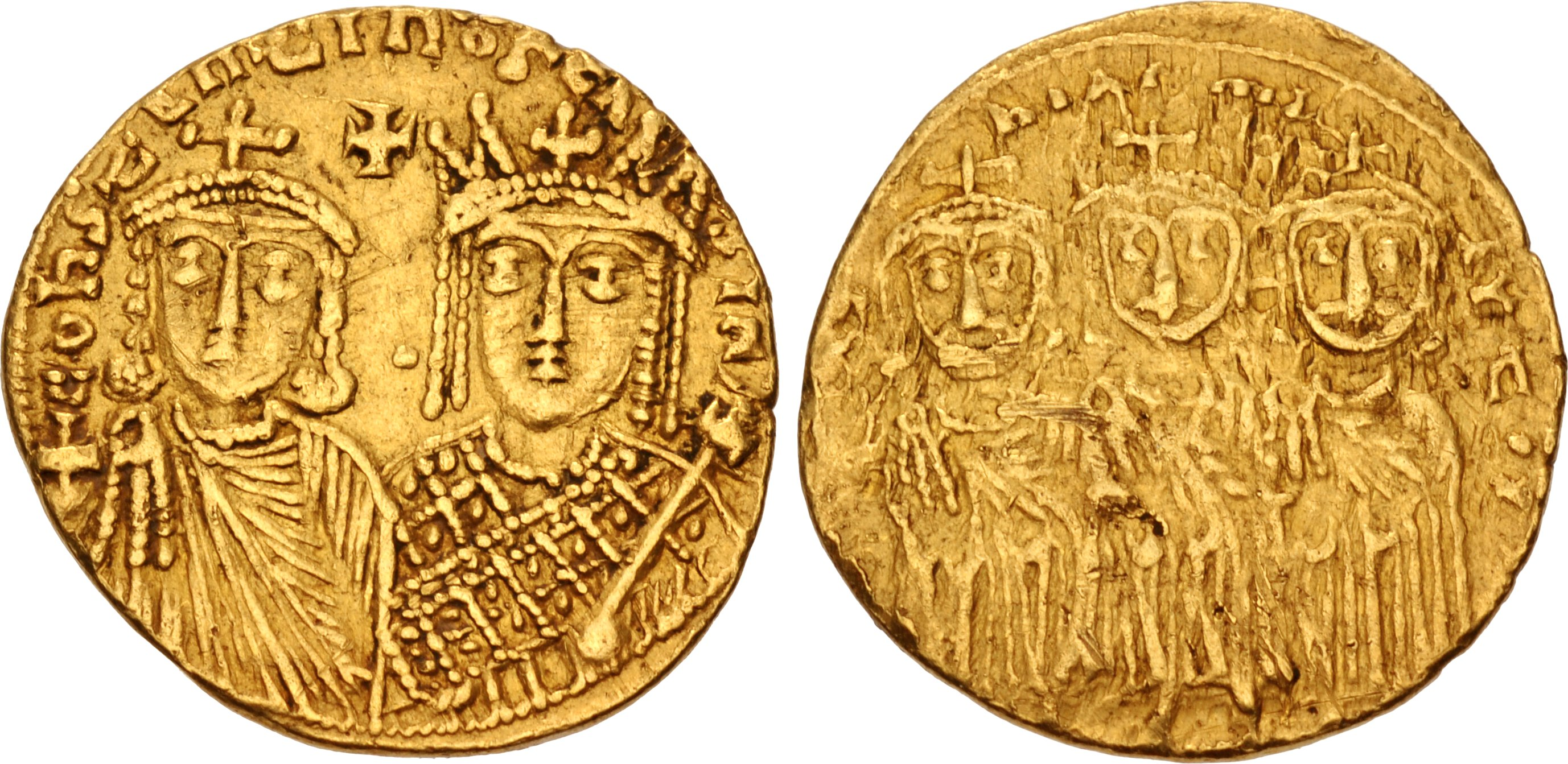
Symbole de l'affirmation du principe dynastique qui s'opère chez Léon III et ses successeurs, il continue d'apparaître sur les monnaies de son arrière-petit-fils, Constantin VI, en l'occurrence avec son fils Constantin V et son petit-fils Léon IV le Khazar, représentant ainsi trois générations d'empereurs.

- Anna, qui épouse Artavasde, sans doute en 717 ;
- Constantin V ;
- Irène ;
- Kosmo[202].